# Conny Sauermann
Conny Sauermann (* 17. August 1965 in Templin) ist eine deutsche Tischtennisspielerin. Sie gehörte in den 1980er Jahren zu den besten Spielerinnen der DDR und gewann fünfmal die DDR-Meisterschaft im Einzel.

## Nationale Erfolge
Bei den nationalen Meisterschaft der DDR gewann Conny Sauermann insgesamt acht Titel. Von 1984 bis 1988 wurde sie fünfmal in Folge DDR-Meisterin im Einzel. 1987 gewann sie den Doppelwettbewerb (mit Eva Kummer) sowie 1983 und 1984 das Mixed (mit Holm Kirsten). Platz 2 belegte sie 1982 und 1983 im Einzel, im Doppel 1985 (mit Kerstin Sewerin) und 1988 (mit Eva Kummer) sowie im Mixed 1986 (mit Holm Kirsten).
Sauermann schloss sich zunächst dem Verein BSG Lokomotive Prenzlau an, mit dem sie von 1982 bis 1985 viermal hintereinander DDR-Mannschaftsmeister wurde. 1986 wechselte sie zu BSG Lokomotive Leipzig-Mitte, wo sie bis 1988 noch dreimal in Folge die DDR-Mannschaftsmeisterschaft gewann.
Nach der Wende spielte Sauermann – sie hieß nun Conny Reichert – 1990/91 mit den Reinickendorfer Füchsen in der Bundesliga, ab 1991 bei GW Kiel und später mit dem Verein SV Wahlstedt in der Regionalliga.

## International
Da sich die DDR ab 1972 im Tischtennis international abkapselte, hatte Conny Sauermann keine Gelegenheit, sich international zu profilieren. Nach der Wende nahm sie 1990 in Göteborg für die DDR an der Europameisterschaft teil.

## Privat
Conny Sauermann studierte an der DHfK in Leipzig. Im August 1988 heiratete sie Rocco Reichert und trat danach unter dem Namen Conny Reichert auf. Sie hat einen Sohn (* 1989). Ihre Schwester Steffi gehörte in den 1980er Jahren auch zur DDR-Spitze.